# (25446) 1999 XF2
1999 أكس أف 2 (ويعرف أيضًا باسم (25446) 1999 أكس أف 2 وفق تسمية الكوكب الصغير) (بالإنجليزية: 1999 XF2)‏ هو كويكب ضمن حزام الكويكبات؛ وترتيبه 25446 من حيث الاكتشاف.
اكتُشف هذا الجُرم الفلكي بواسطة تيتسوؤو كاغاوا في 4 ديسمبر 1999.

## وصلات خارجية
- (25446) 1999 XF2 في قاعدة بيانات مختبر الدفع النفاث لأجرام النظام الشمسي الصغيرة

- الاكتشاف · مخطط المدار ·  العناصر المدارية · المعلمات المادية

- (25446) 1999 XF2 على موقع ويكي سكاي: DSS2, SDSS, GALEX, IRAS, Hydrogen α, X-Ray, Astrophoto, Sky Map, Articles and images